# Гранатовий браслет (фільм, 1964)
Це стаття про фільм, про повість Купріна див. Гранатовий браслет (повість)
«Гранатовий браслет» — радянський художній фільм 1964 року, режисера Абрама Роома, знятий за мотивами однойменної повісті Олександра Купріна.

## Сюжет
В день своїх іменин княгиня Віра Миколаївна Шеїна отримала від свого давнього анонімного шанувальника в подарунок браслет, прикрашений рідкісним зеленим гранатом. Будучи одруженою жінкою, вона вважала себе такою, що не має права отримувати будь-які подарунки від сторонніх чоловіків. Її брат, Микола Миколайович, товариш прокурора, разом з князем Василем Львовичем знайшов відправника. Ним виявився скромний чиновник Георгій Желтков. Багато років тому він випадково на цирковій виставі побачив в ложі княгиню Віру і закохався в неї чистим і нерозділеним коханням. Кілька разів на рік, на великі свята він дозволяв собі писати до неї листи. Тепер, після розмови з князем, йому стало соромно за ті вчинки, які могли скомпрометувати невинну жінку. Однак його кохання до неї було настільки глибоким і безкорисливим, що він не міг уявити вимушену розлуку, на якій наполягали чоловік і брат княгині. Після їх відходу він написав прощального листа до Віри Миколаївни, відніс квартирній господині повернутий йому браслет з проханням віднести прикрасу в костел, замкнувся у своїй кімнаті і застрелився, не бачачи сенсу в подальшому житті.

## У ролях
- Аріадна Шенгелая —  княгиня Віра Миколаївна Шеїна
- Ігор Озеров —  Георгій Степанович Желтков
- Олег Басілашвілі —  князь Василь Львович Шеїн
- Владислав Стржельчик —  Микола Миколайович Мірза-Булат-Тугановський
- Наталя Малявіна —  Анна Миколаївна Фрієссе, сестра Віри
- Юрій Аверін —  Густав Іванович фон Фрієссе
- Ольга Жизнєва —  пані Заржицька
- Леонід Галліс —  генерал Аносов
- Жанна Тертерян —  Женні Рейтер
- Григорій Гай —  Олександр Іванович Купрін
- Станіслав Нейгауз —  піаніст
- Наум Латинський —  скрипаль
- Давид Ашкеназі —  концертмейстер
- Сергій Карнович-Валуа —  перекладач
- Зоя Василькова —  Людмила Василівна Дурасова
- Тамара Логінова —  Даша
- Олександр Барушной — епізод
- Павло Массальский — начальник Желткова
- Віктор Лазарев —  прислуга в шинку
- Павло Шпрингфельд —  боцман
- Валентин Кулик —  Бахтинський
- Володимир Раутбарт —  Альберто Прастерді, ілюзіоніст
- Клавдія Хабарова — епізод
- Ольга Лапіадо —  асистентка ілюзіоніста

## Знімальна група
- Автор сценарію:
  -  Анатолій Гранберг
  -  Абрам Роом
- Режисер-постановник:  Абрам Роом
- Оператор-постановник: Леонід Крайненков
- Художники:
  -  Орест Алікін
  -  Абрам Фрейдін
  - Ірина Шретер

Костюми: Людмила Кусакова
- Звукорежисерка: Ольга Упейник
- Редактор: М. Папава
- Режисери:
  - М. Архангельський
  - Є. Зільберштейн
- Монтажерка: М. Ренкова
- Грим:
  - К. Єрмолюк
  - П. Кузьміна
  - Є. Прокоф'єва
- Директор картини: В. Слонимський